# Albéric Rolin
Albéric Gustave Jean Marie Rolin (Mariakerke, 16 juillet 1843 – Bruxelles, 3 février 1937) est un avocat et professeur d'université belge, spécialiste de droit international.

## Biographie

### Famille
Albéric Rolin appartenait à une grande famille de juristes. Son père, Hippolyte Rolin (1804-1888), était un avocat et homme politique belge. Sa mère, Angélique Hellebaut (1811-1870), était la fille de Jean-Baptiste Hellebaut, premier professeur de droit civil à l'Université de Gand. Il a grandi dans une famille de dix-huit enfants, dont quinze ont atteint l'âge adulte. L'un de ses frères était Gustave Rolin-Jaequemyns, juriste, diplomate, député et ministre de l'Intérieur. Il était le beau-frère de Charles Van Cauwenberghe, médecin, professeur et recteur magnificus de l'Université de Gand, et d'Adhémar Motte, historien, professeur et recteur magnificus de l'Université de Gand.
Il épousa Sylvie Borreman (Alost, 8 octobre 1853 - Bruxelles, 29 décembre 1937) à Alost en 1878. Ils eurent cinq fils et trois filles :
- Marguerite Rolin (1882-1968), mariée en 1907 à Landegem avec Alfred Nerincx (1872-1943), juriste, professeur à l'Université catholique de Louvain, secrétaire de l'Institut de Droit International, bourgmestre faisant fonction de Louvain pendant la Seconde Guerre mondiale et sénateur. Leur fille Mathilde (Maddy) Nerincx (1908-2000) épousa en 1936 l'ex-mari de sa tante, le baron René Buysse, industriel. Ils eurent un fils et une fille, sans descendance.
- Germaine Rolin (1883-1965), mariée en 1921 à Ixelles au baron René Buysse (1897-1969), fils de Cyriel Buysse, écrivain. Le mariage resta sans enfant et fut dissous à Deurle en 1936. René Buysse s'est remarié avec sa nièce, Mathilde (Maddy) Nerincx.
- Hippolyte-Charles Rolin (nl) (1885-1914), officier, tué à Anvers dans les premiers jours de la Première Guerre mondiale, marié en 1909 à Gomzé-Andoumont à sa cousine Hélène Rolin-Jaequemyns (1889-1967), fille d'Edouard Rolin-Jaequemyns. Ils eurent trois fils.
- Louis Rolin (1886-1915), volontaire de guerre pendant la Première Guerre mondiale, tué à Ypres. Il est resté célibataire.
- Albéric Rolin (1888-1954), commandant, pilote à la Sabena et vice-président de Brufina, Sabca et Sabena. Il épousa Emma Demeure (1893-1947), nièce de Thérèse Goldschmidt, à Londres en 1918. Ils eurent deux fils et une fille.
- Henri Rolin (1891-1973), avocat, professeur à l'Université libre de Bruxelles, délégué de la Belgique à la Société des Nations, sous-secrétaire d'État à la Défense, ministre de la Justice, président du Sénat, ministre d'État, président de l'Institut de droit international, membre du Conseil de l'Europe, président de la Cour européenne des droits de l'homme et membre de la Cour permanente d'arbitrage, marié en 1925 à Saint-Gilles à Thérèse Lambiotte (1898-1988). Ils ont eu cinq filles.
- Gustave-Marc Rolin (1892-1918), volontaire de guerre pendant la Première Guerre mondiale, tué à La Panne. Il est resté célibataire.
- Lucie Rolin (1894-1921), mariée en 1919 à La Hestre à Georges Henrijean (1893-1960). Ils ont eu une fille, sans descendance.

À la suite de la perte tragique de trois fils ayant donné leur vie pour la patrie, le roi Albert exprima ses condoléances et suggéra que les deux fils restants soient retirés de la ligne de feu. Cependant, ceux-ci ont refusé et sont restés avec leur unité de combat.
C'est principalement en mémoire des fils tombés, dont la caserne Rolin (nl) porte le nom, qu'Albéric Rolin fut admis à la noblesse belge en 1921 avec le titre de baron, transmissible par droit d'aînesse. Après sa mort, le titre a été hérité par Marcel Rolin, fils aîné d'Hippolyte. Son deuxième fils, Guy Rolin (1912-1989), devint prêtre. Ceci montre la diversité des orientations au sein de la famille, où la plupart appartenaient politiquement à la famille libérale, d'autres à la famille catholique et quelques-uns à la famille socialiste.
La variété des noms est également frappante. Certains sont devenus des « Rolin-Jaequemyns », d'autres des « Rolin-Heymans », tandis que la plupart sont restés simplement des « Rolin ».
Après des études secondaires à l'Athénée royal de Gand et au collège Rollin à Paris, Rolin obtint son doctorat en droit à l'Université d'État de Gand en 1864. Il devint avocat à Gand et fut l'un des ténors du barreau de Gand, dont il devint bâtonnier en 1906.
Il devint professeur à l'Université de Gand. En 1881, il devint professeur extraordinaire de droit pénal et en 1896 professeur titulaire. À partir de 1890, il enseigna le droit international privé. Il prit sa retraite en 1913. Comme son frère Gustave, il se spécialisa en droit international et devint membre de l'Institut de Droit International, fondé en 1878. Il devint président en 1906 et président d'honneur en 1923 de cette prestigieuse institution, qui reçut le prix Nobel de la paix en 1904.
Rolin était aussi :
- membre du Conseil pour l'amélioration de l'enseignement supérieur (1905-1908),
- membre du Conseil supérieur de l'industrie et du travail (à partir de 1905),
- membre de la Commission de droit international privé au ministère de l'Intérieur (à partir de 1904),
- bibliothécaire en chef du Palais de la Paix à La Haye (1913),
- juge au tribunal mixte belgo-allemand des réparations (1920),
- secrétaire général de l'Académie de droit international de La Haye (1923),
- docteur honoris causa de l'Université de Cambridge,
- membre de l'Académie royale de Belgique,
- membre correspondant de l'Institut de France,
- membre étranger de l'American Institute of International Law.

## Publications (sélection)
- Principes de droit international privé et applications aux diverses matières du Code civil (Code Napoléon), 3 vol., Paris, 1897.
- Droit international privé, 3 vol., Gand 1897.
- Le Droit moderne de la guerre. Les principes. Les conventions. Usages et abus . 3 vol., Bruxelles, 1920.
- Les origines de l'Institut de Droit International 1873-1923. Souvenirs d'un instant, Bruxelles, 1923.

Il a également écrit de nombreux articles dans la Revue de droit international et de législation comparée, revue qu'il dirigeait.

## Distinctions
- Grand officier de l'ordre de Léopold
- Grand officier de l'ordre de la Couronne